# Diederik Korteweg
Diederik Johannes Korteweg ('s-Hertogenbosch, 31 de março de 1848 — Amesterdão, 10 de maio de 1941) foi um matemático neerlandês.
É co-descobridor da equação de Korteweg–de Vries.